# Gavoi
Gavoi (en sard, Gavoi) és un municipi italià, dins de la província de Nuoro. L'any 2007 tenia 3.011 habitants. Es troba a la regió de Barbagia di Ollolai. Limita amb els municipis de Fonni, Lodine, Mamoiada, Ollolai i Ovodda.
Situat en el cor de la Barbagia de Ollolai, en posició estratègica entre Nuoro i la muntanya del Gennargentu. En els veïnatges es troba el llac artificial de Gusana, utilitzat per a la producció hidroelèctrica i també meta turística. Al territori hi ha molts jaciments arqueològics d'edat nuràgica i romana i esglésies. L'església de Sant Gavino (segle xvi), és d'estil gòtic. Té una interessant torre campanar de 30 metres d'alçada, una bonica rosassa gòtica i a l'interior una pica baptismal de marbre amb decoracions del 1706; entre les obres en fusta de la mateixa època: el cor, fet de castanyer i noguera i el púlpit barroc al costat de dos confessionaris en fusta daurada i pintura d'època barroca, restaurats recentment. Les velles campanes de l'Església de Sant Gavino porten les dates: 1586 i 1591 i són conservades dins de la mateixa nau.
La presència de l'home a la zona és testimoniada ja des del Neolític en la regió "Oddirolo", "Istoddoè", "Sa Itria."
El territori és ric en monuments. De particular interès els assentaments d'aquella època al voltant del Santuari de N. S. de Itria, a 10 km de Gavoi. Als límits amb Ovodda, remuntant el riu Oratu, destaquen els menhirs de Perdas Fittas. Són nombroses les restes de carrers i ponts romans.
El santuari de Sa Itria.
En origen el santuari de Sa Itria va ser un lloc de culte pagà per adorar els menhirs, símbols fàl·lics que van enaltir la fertilitat, posteriorment colonitzat pels cristians. Aquesta església fins al segle xv, quan va ser demolida l'antiga església per construir-hi la nova, custodiava l'única inscripció en protosard coneguda, probablement el Pare Nostre. La població docta local, que en l'alta edat mitjana parlava el grec i el llatí vulgar (aquest últim, promogut per l'Església llatina, any 1054 va originar el sard modern, que va conviure amb un llenguatge paral·lel cada vegada més llatí, el protosard, almenys fins al 1200. Probablement el protosard va ser parlat finalment a la Barbagia i Ollastra, regions interiors de Sardenya i, per tant, fins al segle xii d. de C. abans d'extingir-se.
L'Isola delle Storie. Festival Literari de Gavoi.
A Gavoi des del 2004 es desenvolupa cada any la primera setmana de juliol el Festival Literari de Sardenya, organitzat per l'associació cultural Isola delle Storie, fundada per un grup d'escriptors sards entre els quals Flavio Soriga, Giorgio Todde, Giulio Angioni, Marcello Fois, Luciano Marrocu i successivament Michela Murgia. Entre els més convençuts partidaris del Festival el director Ermanno Olmi, mestre del cinema italià que ha participat en moltes edicions del festival, celebrant els seus 80 anys en el curs de l'edició del2011. El Festival sempre ha adquirit major visibilitat i importància a Itàlia i a Europa i avui és considerat un dels més interessants i originals.

## Administració
| Període    | Identitat                    | Partit        |
| ---------- | ---------------------------- | ------------- |
| 2005 2010- | Salvatore Lai Giovanni Porcu | Llista Cívica |
| 2015       | Giovanni Cugusi              | Comunidade    |